# Искушение (фильм, 2021)
«Искуше́ние» ( итал. Benedetta) — франко-нидерландский художественный фильм режиссёра Пола Верховена с Виржини Эфирой, Дафной Патакией и Шарлоттой Рэмплинг в главных ролях. Премьера состоялась 9 июля 2021 года на Каннском кинофестивале, в широкий прокат картина вышла осенью 2021 года. Фильм был запрещён к показу в России и Сингапуре.

## Сюжет
Главная героиня фильма — католическая монахиня Бенедетта Карлини (Виржини Эфира), жившая в XVII веке в маленьком монастыре в Тоскане. Во снах она видит Иисуса в роли жениха, а наяву строит отношения с послушницей по имени Бартоломеа (Дафна Патакия). Однажды на руках Бенедетты появляются стигматы, и в монастырь начинают стекаться паломники, готовые объявить её святой. Весь фильм представляет собой сочетание двух сюжетных линий — истории любви двух девушек и возвышения Бенедетты в рамках католической иерархии. Впоследствии главную героиню привлекают к суду по обвинению в прелюбодеянии и одержимости дьяволом; протоколы процесса стали одним из важных источников информации для сценариста.

## В ролях
- Виржини Эфира — Бенедетта Карлини
- Шарлотта Рэмплинг — аббатиса
- Ламбер Вильсон — апостольский нунций
- Дафна Патакия — Бартоломеа
- Клотильда Куро — Мидеа Карлини, мать Бенедетты
- Гилен Лонде — монахиня Жакопа

## Производство
После выхода фильма «Она» (2016) Пол Верховен некоторое время выбирал между тремя проектами: это были фильм об Иисусе, лента о Французском Сопротивлении и экранизация сценария Жана Клода Карьера, действие которого происходит в католическом монастыре. 25 апреля 2017 года стало известно, что выбран третий вариант. Сценаристом стал Джеральд Сетеман, адаптировавший научно-популярную книгу «Нескромные деяния: жизнь монахини-лесбиянки в Италии эпохи Возрождения» Джудит К. Браун (опубликована в 1986 году). Позже Сетеман вышел из проекта и добился того, чтобы его имя убрали из титров: с его точки зрения в окончательном варианте сценария слишком много внимания уделялось теме секса.
Главную роль получила бельгийская актриса Вирджини Эфира, игравшая набожную католичку в фильме «Она». В начале мая 2018 года к касту присоединилась Шарлотта Рэмплинг, 31 мая — Луиза Шевилотт, Оливье Рабурден, Клотильда Куро и Эрве Пьер. Верховен надеялся, что убедит Изабель Юппер принять участие в проекте, но та отказалась.
Съёмки картины начались 19 июля 2018 года в Италии, в Монтепульчано. Частично они проходили в тосканском регионе Валь-д’Орча, в городе Беванья и в двух французских аббатствах. Производство было засекречено, на съёмочную площадку не пускали посторонних. Продюсер Саид бен Саинд позже признал, что опасался нервной реакции со стороны католической церкви.

## Релиз
Премьера фильма изначально должна была состояться на Каннском кинофестивале 2019 года. Её отложили на год: Верховен долго восстанавливался после операции на бедре, и поэтому период пост-продакшен затянулся. Однако фестиваль-2020 был отменён из-за пандемии ковида, так что картину показали на Каннском кинофестивале 2021 года в рамках основной программы.
В России премьера должна была состояться 9 октября, но Министерство культуры отказало выдать фильму прокатное удостоверение из-за сцены «провокационного содержания, которая считается нарушением законодательства о свободе совести, свободе вероисповедания и о религиозных объединениях». В начале 2022 года удостоверение всё же было выдано, но уже в апреле его отозвали. Выдавший его сотрудник министерства был уволен за халатность, а директору департамента кинематографии и цифрового развития объявили строгий выговор.
В Сингапуре фильм был запрещен за «бесчувственное и оскорбительное для христианской и католической веры изображение Иисуса Христа и членов церкви».

## Критика
Фильм получил в основном положительные отзывы критиков. На сайте Rotten Tomatoes у фильма 85 % положительных рецензий.
По мнению историка Джудит К. Браун, по книге которой был написан сценарий фильма, «Пол Верховен и Дэвид Бирк написали творческий и завораживающий сценарий, который исследует пересечение религии, сексуальности и человеческих амбиций в эпоху чумы и веры». Обозреватель «Афиши» ещё до премьеры назвал фильм «историко-католической версией „Шоугёлз“». Антон Долин охарактеризовал «Искушение» как «разнузданный, смешной и отважный байопик», очень эротичный и кощунственный, а местами тяжеловесный.
По мнению религиоведа Романа Багдасарова, «Верховен преодолел имидж лесбиянки-мученицы, которым успела наделить Карлини часть научного сообщества. Режиссёр-атеист решил честно разобраться, кого и почему видела монахиня из Пеши и кем себя при этом ощущали свидетели её визуализаций».